# 埃爾滕格拉本河
50°01′12″N 10°27′45″E / 50.01994°N 10.46263°E
埃爾滕格拉本河是德國的河流，位於該國東南部，由巴伐利亞負責管轄，屬於美因河的右支流，河道全長1.4公里，發源自哈斯富特附近。